# Dudu Cearense
Dudu Cearense, właśc. Alexandro Silva de Souza (ur. 15 kwietnia 1983 w Fortalezie) – brazylijski piłkarz grający na pozycji pomocnika w Botafogo FR.